# Parque Botânico do Monteiro-Mor
O Parque Botânico do Monteiro-Mor é um parque situado na freguesia do Lumiar, em Lisboa.
Com uma área de onze hectares, o parque rodeia o Palácio do Monteiro-Mor, onde funcionam o Museu Nacional do Traje e o Museu Nacional do Teatro, devendo o seu nome a este palácio. Seis destes onze hectares são jardim botânico e área florestada; os restantes cinco hectares foram reconvertidos também a área florestal após terem sido usados em agricultura.

## História
O jardim data do século XVIII, tendo sido mandado plantar por Pedro José de Noronha Camões de Albuquerque Moniz e Sousa, 3.º Marquês de Angeja no espaço da Quinta do Monteiro-Mor. A plantação foi supervisionada por Domenico Vandelli, botânico italiano.
Após a venda da Quinta do Monteiro-Mor em 1840 a D. Domingos de Sousa Holstein, 1.º duque de Palmela e 1.º Marquês do Faial, o parque sofreu melhoramentos, tendo sido trazidas mais espécies raras para o jardim e recebido ornamentação de estatuária. O desenho de algumas áreas seguiu o traçado típico dos jardins ingleses, populares na época. Alguns dos botânicos envolvidos nesses melhoramentos foram Friedrich Welwitsch e Jacob Weist. O parque foi dirigido por João Batista Possidónio, discípulo de Weist, até 1912.
O jardim sofreu alguma destruição após o ciclone de 15 de Fevereiro de 1941, que assolou parte da Europa ocidental, incluindo toda a Península Ibérica.
A quinta permaneceu propriedade da família Palmela até 4 de Fevereiro de 1975, quando foi vendido ao Estado Português, tendo sofrido diversas obras de recuperação devido à pouca manutenção que havia recebido nas décadas anteriores.

## Flora
O parque inclui diversas árvores antigas pertencentes aos géneros Araucaria, Sequoia, Cupressus, Acacia e Podocarpus, entre outros. Um jardim de buxo, que inclui um roseiral, existe em frente ao Museu do Teatro. Além do roseiral, diversos canteiros com flores encontram-se distribuídos pelo parque, incluindo espécimens de amaryllis, margaridas, clorofitos, pascoinhas, poinsétias, hortênsias, lírios e jarros.

## Na literatura
O parque é o cenário descrito no poema "No Lumiar" de Almeida Garrett, incluído na colectânea Folhas Caídas.